# Volleyclub
Volleyclub (direkt übersetzt „Volleykeule“) ist eine Mannschaftssportart, die Keulenjonglage mit Volleyball kreuzt: Statt eines Balles wird eine Keule über ein Netz geworfen. Pro Mannschaft sind zwei oder drei Personen üblich, gespielt wird auf einem normalen (Beach-)Volleyballfeld (8 × 16 m) mit dem entsprechenden Netz.
Alle Spieler halten in jeder Hand eine Jonglierkeule („Spielerkeulen“, „Selfkeulen“ oder „Handkeulen“). Dazu gibt es im Spiel noch eine „Spielkeule“, die – entsprechend dem Ball beim Volleyballspiel – zwischen den Spielern hin- und hergeworfen wird. Zur Angabe wird die Spielkeule aus der Kaskade von unten übers Netz geworfen. Um die Spielkeule fangen zu können, wirft der Spieler eine seiner Spielerkeulen hoch und beginnt mit drei Keulen (2 Spielerkeulen und die gefangene Spielkeule) zu jonglieren. Wenn dieser Spieler die Spielkeule weiterwirft, hört er anschließend auf zu jonglieren und hält wieder nur seine beiden Spielerkeulen in den Händen. Es jongliert daher immer nur der (spiel-)keulenführende Spieler. Allerdings jongliert jeder Spieler nur sehr kurz, denn mit der Spielkeule darf kein Self (Wurf zu sich selbst) geworfen werden: sie muss gleich weiter zum Mitspieler. Wie beim Volleyball darf die Spielkeule von einer Mannschaft nur dreimal in Folge berührt werden, danach muss sie übers Netz zum Gegner geworfen werden. Dabei wird versucht, die Annahme durch platziertes Werfen und schnelle Rotation der Spielkeule zu erschweren.
Die Regeln variieren von Veranstaltung zu Veranstaltung leicht. Seit 2003 gibt es jedes Jahr in Karlsruhe ein nationales Volleyclub-Turnier, außerdem wird auf der jährlichen europäischen Jonglierconvention ein Europasieger gekürt.

## Regeln

### Spielfeld
Volleyclub ist bislang eine reine Hobbysportart, für die es keine dedizierten Spielfelder gibt. Gespielt wird auf Volleyballfeldern (9 × 18 m) in der Halle oder auf Beachvolleyballfeldern (8 × 16 m) im Freien. In Ermangelung von Sand finden viele Spiele auch auf Rasen statt. Auch das Netz wird vom Volleyball geliehen – wenn möglich, vorhandene feste Anlagen. Im Freien werden aber auch oft leichte, transportable Anlagen aufgebaut.

### Spielkeule
Die Spielkeule muss gut sichtbar sein und sich von den Selfkeulen der Spieler unterscheiden. Oft wird mit einer speziellen Volleyclubkeule gespielt, einer Henrys Pirouette mit durchsichtigem Euro-Deko und Swingingknob. Diese lange, schlanke Keule kann man besonders schnell drehen und so für den Gegner schwer fangbar machen. Andererseits ist der Korpus der Keule schmal und durch das Deko griffiger, so dass man sie gut „falsch herum“ fangen kann. Der Swingingknob verdeckt die unten im Griff vorhandene Schraube, die sonst ein Verletzungsrisiko darstellt.

### Spielerkeulen (Selfkeulen)
Die Wahl der Spielerkeulen in Art und Farbe ist jedem Spieler selbst überlassen, solange die Spielkeule sich ausreichend davon unterscheiden lässt.

### Mannschaftsgröße und Spieldauer
Fortgeschrittene Spieler spielen meist zu zweit pro Team. Für Anfänger, die jonglierend nicht sehr beweglich sind, empfehlen sich größere Mannschaften. Auch wegen des größeren Spielfeldes wird in der Halle oft zu dritt gespielt.
Es gibt keine feste Satz- oder Spiellänge. Üblich sind ein oder zwei Gewinnsätze bis elf, 15 oder 21 Punkte. Wenn Turniere mit vielen Mannschaften als Teil größerer Veranstaltungen stattfinden, werden meist sehr kurze Sätze gespielt. Oft ist nur das Finale länger.

### Fehler
Unterschieden werden zwei Arten von Fehlern: Bei einem Spielerfehler darf der betroffene Spieler bis zur nächsten Angabe nicht mehr ins Spielgeschehen eingreifen. Meistens verlässt er so schnell wie möglich das Spielfeld, um seine Mitspieler nicht zu behindern. Ein Teamfehler hingegen bedeutet einen Punkt für das andere Team und/oder Angabewechsel.

#### Spielerfehler
- Netzberührung mit einer Spielerkeule
- Netzberührung mit dem Körper
- Fallenlassen einer Spielerkeule

Netzberührungen und das Betreten der gegnerischen Hälfte gelten als Teamfehler (siehe unten), sobald dadurch der Gegner gestört wird.

#### Teamfehler
- Die Spielkeule fällt zu Boden, trifft aber nicht das gegnerische Feld („aus“)
- Ein Spieler berührt die Spielkeule zweimal hintereinander (Ausnahme: „Klappen“ ist erlaubt, man darf also die Spielkeule in der Hand umdrehen, wenn man sie am dicken Ende gefangen hat.)
- Berührung einer Spielkeule, die anschließend ins Aus fällt
- Die Spielkeule berührt einen nicht im Spiel befindlichen Spieler, Zuschauer, die Hallendecke oder einen Gegenstand im „Aus“
- Mehr als drei aufeinanderfolgende Berührungen der Spielkeule durch ein Team
- Halten oder Jonglieren von zwei Keulen in einer Hand während des Besitzes der Spielkeule
- Angabe mit stark seitlicher Drehung oder von oben geworfene Angabe, Angabe vor der Grundlinie
- Angriffswurf, bei dem die Spielkeule das Netz berührt
- Angriffswurf, bei dem sich der Schwerpunkt der Spielkeule schon beim Abwurf nach unten bewegt
- Fallenlassen einer Spielerkeule durch einen Spieler, der im Besitz der Spielkeule ist. Dies ist nur ein Fehler, wenn der Spieler die Spielkeule noch berührt, wenn seine Spielerkeule auf dem Boden aufkommt.
- Netzberührungen und das Betreten der gegnerischen Hälfte, falls dadurch der Gegner gestört wird

### Zählweise
Zurzeit existieren in Deutschland im Wesentlichen zwei Versionen des Regelwerks – die Karlsruher und die Berliner Variante. Sie unterscheiden sich in der Zählweise und der Definition, wann die Spielkeule im Aus ist. Unabhängig von der Zählweise wechselt wie beim Volleyball die Angabe, wenn die anwerfende Mannschaft einen Fehler macht. Um einen Satz zu gewinnen, muss eine Mannschaft immer zwei Punkte Vorsprung haben.

#### Karlsruher Variante
- Die Punkte werden nach den alten Volleyball-Regeln gezählt, das heißt, ein Team kann nur bei eigener Angabe punkten.
- Die Spielkeule ist im Aus, wenn sie auf den Boden fällt und dabei zuerst außerhalb des Spielfeldes aufkommt, egal, wo sie anschließend zu liegen kommt.

#### Berliner Variante
- Die Punkte werden nach den neuen Volleyball-Regeln gezählt („Rally-Point-Zählweise“), das heißt, bei jedem Teamfehler punktet das andere Team, unabhängig davon, wer gerade Angabe hatte.
- Die Spielkeule ist im Aus, wenn sie weder bei der ersten noch bei der zweiten Bodenberührung innerhalb des Feldes aufkommt. Falls die Spielkeule z. B. einmal außerhalb des Feldes aufkommt und dann sofort ins Feld kippt, gilt der Wurf daher als „im Feld“. Diese Variante ist etwas einfacher zu beurteilen: Es ist egal, welches Ende der Keule zuerst aufkommt.

## Technik
Aus den Regeln ergeben sich für die Praxis verschiedene Techniken:

### Fangtechnik
Die Spielkeule darf mit jedem Körperteil angenommen und abgespielt werden. Sie muss (z. B. auch beim Fangen durch Einklemmen zwischen Ober- und Unterarm) sofort weitergeworfen werden. Es dürfen nicht die beiden Selfkeulen in einer Hand jongliert werden während die Spielkeule in der anderen Hand gehalten wird. Somit bleiben zwei Möglichkeiten, wie im Besitz der Spielkeule jongliert werden kann: Als Kaskade, bei der jede Selfkeule einmal geworfen und dann die Spielkeule weitergeworfen wird (Siteswap 333p), oder indem nur eine Hand durch einen hohen Wurf freigemacht wird, unter dem die Spielkeule gefangen und geworfen wird (423p). Bei der zweiten Technik bleibt die andere Hand unbeteiligt.

### Laufen mit der Spielkeule
Wenn die Spielkeule die Hand, mit der sie gefangen wurde, wieder verlässt, muss sie zum Mitspieler oder zum Gegner übers Netz. Allerdings kann man sich durch hohes Werfen der Selfkeulen recht viel Zeit verschaffen, in der man die Spielkeule halten und Überblick gewinnen kann. In dieser Zeit ist auch das Umgreifen an der Spielkeule erlaubt, etwa wenn man sie am Korpus gefangen hat und zum Griff umgreift. Fortgeschrittene Spieler überbrücken so die gesamte Spielfeldlänge, was ihnen Angriffswürfe von der Netzkante selbst dann ermöglicht, wenn ihre Mitspieler nicht mehr im Spiel sind.

### Wurftechnik
Mit Ausnahme der Angabe kann die Spielkeule auf jede beliebige Art und Weise übers Netz geworfen werden, solange beim Abwurf der Schwerpunkt der Keule nach oben geht. Wie beim Volleyball bemüht man sich, mit Angriffswürfen auf Teile der gegnerischen Hälfte zu zielen, die für den Gegner schwer zu erreichen sind. Des Weiteren hat man beim Volleyclub die Möglichkeit, die Spielkeule so zu werfen, dass sie auch für perfekt stehende Gegner schwer zu greifen ist. Hierzu empfehlen sich Würfe, die sich vom normalen Passen stark unterscheiden: „Chops“ (Vorwärts statt rückwärts gedreht), „Helikopter“ (senkrechte Drehachse) und schnell drehende Keulen.
Würfe zum Mitspieler sollten demgegenüber natürlich möglichst einfach zu fangen sein. Sie werden deshalb nach Möglichkeit langsam drehend oder sogar „flat“, also ganz ohne Drehung, geworfen. Außerdem versucht man seine Mitspieler so anzuspielen, dass sie viele Möglichkeiten haben, einen effektiven Angriff zu werfen oder gut zu stellen. Um gut angreifen zu können, spielt man meist hoch und nicht allzu nah vor dem Netz an.

### Schlagen/Blocken
Das Blocken am Netz oder das Herüberschlagen der Spielkeule ist mit den eigenen Spielerkeulen erlaubt, sofern die Spielkeule dabei nicht nach unten geschlagen wird. Selbst ohne diese Einschränkung ist das Schlagen von Keulen im Vergleich zum Schlagen eines Balles so viel schwerer, dass die Technik in ernsten Spielen selten eingesetzt wird.

## Taktik
Taktisch ähnelt Volleyclub aufgrund der ähnlichen Regeln und Mannschaftsgröße stark dem Beachvolleyball. Bei gut platzierten Würfen kommt oft nur ein Spieler für die Annahme in Frage. Dieser versucht zunächst, die Spielkeule nach dem in der Regel harten Angriffswurf unter Kontrolle zu bekommen und möglichst fangbar zum Mitspieler zu werfen. Dieser hat die Keule dann deutlich besser unter Kontrolle und kann sie dem annehmenden Spieler so stellen, dass er optimal angreifen kann. Bei einer guten Annahme ist oft der zweite Spieler schon in der Lage, einen Angriffswurf auszuführen oder anzutäuschen. Durch das direkte Festhalten des Spielgeräts sind viel deutlichere Antäuschungen als beim Volleyball möglich. Andererseits haben die Spieler auch eine größere effektive Reichweite: Sie müssen die Spielekeule zunächst nur erreichen und greifen können, während beim Volleyball schon in der Annahme der Ball in die neue Richtung gelenkt werden muss, was im Moment der ersten Berührung eine viel größere Kontrolle erfordert.

## Variationen
Jollyball ist eine mit Volleyclub eng verwandte Variante. Der Hauptunterschied ist, dass Jollyball nicht mit Keulen, sondern mit Jonglierbällen gespielt wird. Außerdem ist das Spielfeld kleiner (etwa zwischen 8 m × 6 m und 10 m × 6 m) und das Netz mit 1,52 m wesentlich niedriger. Das Team besteht auch aus zwei Spielern.